# Undjuljung
L'Undjuljung (in russo Ундюлюнг?; in lingua sacha: Үндүлүҥ) è un fiume della Russia siberiana orientale, affluente di destra della Lena.
Nasce dal versante occidentale della catena dei monti di Verchojansk, in una sua sezione conosciuta come monti Orulgan; scorre con direzione occidentale, dapprima in ambiente montano, successivamente nel Bassopiano della Jacuzia centrale, ricevendo gli affluenti Bjukjak (91 km) e Tirechtjach (72 km) da destra, Djabdja (81 km) da sinistra, prima di sfociare nella Lena nel suo basso corso, a 820 km dalla foce dividendosi in due rami.
È gelato, mediamente, dai primi di ottobre a fine maggio - primi di giugno; non incontra, nel suo corso, centri abitati di qualche rilievo.